# B.M.N.
『B.M.N. （ブラック・マンデー・ナイト）』（ブラックマンデーナイト）は、『月刊少年チャンピオン』（秋田書店）1996年第7号から2005年7月号にかけて連載したSP☆なかてま作の格闘技漫画。単行本全13巻。
外伝版を挟み、続編『B.M.N.ジャパン』を2005年10月号から2009年8月号まで連載した。

## あらすじ
高杉健一郎は喧嘩の強いごく普通? の不良な中学2年生。ある日、親友がボコボコにされ、ある格闘家と出会ったことから彼の格闘技人生は始まっていく。

## B.M.N.とは
ブラック・マンデー・ナイト (Black Monday Night) の略。月曜日の夜に行われる格闘のタイマンバトル。地域別のランキング制。代表的なルールは以下にあげるものがある
- 闘うときは必ずB.M.N.のオープンフィンガーグローブを装着すること
- 立会人が存在していること

なお、始める前に、合言葉がある。始める前の合言葉は下記の通り。
立会人「男なら拳ひとつではい上がれ! 動機はなんだ!? 金か? 女か? 名誉か? ……違う!! 自分の強さを知りたいからだ」「○○、今日は何曜だ? 」

○○「月曜日!! 」

立会人「××、子供は寝たか? 」

××「ああ寝てる。なんせ今は夜だから! 」

立会人「ならば戦え。B.M.N.!! 」

## 登場人物

### B.M.N.関東
高杉 健一郎（たかすぎ けんいちろう）
本作の主人公で、愛称はケン。B.M.N.ジャパン現在でB.M.N.関東4位。身長173cm、体重73kg。別名"雷の拳"。神明中学3年で中学生ながら天賦の格闘センスで快進撃を続けている。必殺技はストレートアッパー。師匠である萩島、ライバルの前田明日。その他数多くのB.M.N.トップ選手と戦うことで日々成長を続けている。
萩島 修斗（はぎしま しゅうと）
萩島道場の主催であり、日本を代表するプロ格闘家。そしてB.M.N.関東王者。身長176cm、体重75kg。
流れ星 達也（ながれぼし たつや）
本名は星達也。通り名は"ひきこもりファイター"。B.M.N関東9位。身長174cm、体重70kg。ケンに負けたことで引きこもりを辞めトラックの運転手をしている。元プロキックボクサー。後にプロに復帰。

### B.M.N.四国
呉石 竜馬（くれいし たつま）
B.M.N.四国王者（B.M.N.ジャパン現在。初登場時はB.M.N.四国2位）。四国白黒表裏塾黒裏流の塾長。四国白黒表裏塾2代目総裁兼白表流塾長の呉石慎太郎は実兄。
呉石 慎太郎（くれいし しんたろう）
初登場時、B.M.N.四国1位。四国白黒表裏塾2代目総裁兼白表流塾長。
窪倉 康生（くぼくら こうせい）
初登場時は、B.M.N.四国王者兼B.M.N.ジャパン7位。身長178cm、体重80kg。通り名は"幻想のリズム"。総合系のマルチファイターで、DTK-Xミドル級ワンナイトトーナメント準優勝。

### B.M.N.東北
近藤 誠（こんどう まこと）
B.M.N.東北王者。